# Edward Rodríguez
Edward David Rodríguez Rodríguez (Aquitania, 31 de julio de 1981) es abogado y político colombiano, que se desempeñaba como Miembro de la Cámara de Representantes de ese país. 
Abogado de la Universidad Libre, ha trabajado en el Ministerio del Interior de Colombia y como asesor en la Embajada de Colombia en Australia. Fue elegido Representante a la Cámara por Bogotá en el año 2014, en este cargo se posesionó el 20 de julio de ese año, y fue reelegido en el año 2018 para esta dignidad con la mayor votación. Tiene estudios en Desarrollo y Políticas Públicas Agrarias en la Universidad de Kyungwook en Corea del Sur y Alto Gobierno en la Universidad de los Andes. También cuenta con un Master en Seguridad y Defensa de la Universidad de Nebrija, en España.

## Biografía

### Primeros años
Proveniente de una familia de madre comunitaria y padre campesino, inició su carrera política a los 19 años junto al expresidente Álvaro Uribe Vélez. Fue asesor de asuntos legislativos del Ministerio del Interior y de Justicia y trabajó en la Embajada de Colombia en Australia, donde contribuyó a impulsar las relaciones comerciales entre estos dos países. En el 2010 fue Secretario Privado en la Vicepresidencia de la República del Vicepresidente Angelino Garzón. 
En el 2013 se retira de la Vicepresidencia para liderar la fundación del Partido Centro Democrático junto al expresidente Uribe y otros colaboradores. En el 2014 fue electo como Representante a la Cámara por Bogotá y se convierte en el líder de la oposición en dicha corporación.

### Labor Legislativa
Fue autor e impulsor de la Ley de Delitos Electorales (Ley 1826) que busca combatir la corrupción electoral en Colombia.  En materia ambiental fue el creador de la ley que restringió el uso de bolsas plásticas en el país, y también fue impulsor de la ley de “Pequeñas Causas” para que los ladrones fueran condenados rápidamente mediante un proceso penal abreviado y las víctimas fueran resarcidas.
Se convirtió en la voz más crítica de las irregularidades del proceso de Juan Manuel Santos y las FARC, convirtiéndose en un opinador crítico y consultado sobre este tema.
Ha sido vocero de las tesis del gobierno del presidente Iván Duque Márquez, y participado activamente en los principales proyectos y políticas públicas del Gobierno Nacional, Asimismo, ha soportado su trabajo en el Congreso en pilares como seguridad, justicia y Medio Ambiente, manifestados en más de 17 Proyectos de Ley como los siguientes:
En Justicia: 
- El que la hace la paga
- Responsabilidad penal de las personas jurídicas
- Segundas oportunidades para pos-penados

En Seguridad: 
- Reforma a la Policía y cultura ciudadana
- Protección a líderes sociales
- Reactivación y libertades económicas
- Nutrición prenatal

En Medio Ambiente: 
- Ciudades verdes
- Cédula animal
- Código Único de Reciclaje
- Carros Eléctricos con Colombia como gran ensamblador para Latinoamérica.

### Actualidad
En la actualidad es Representante a la Cámara por Bogotá y pertenece al partido Centro Democrático, además es integrante de la Comisión Primera Constitucional y la Comisión de Investigación y Acusaciones de la Cámara de Representantes.
En diciembre de 2021 anunció su candidatura al Senado por el partido Centro Democrático con el número 5.

### Investigación Cartel de la Toga
Lideró la Investigación del Cartel de la Toga, logrando la desarticulación de una empresa criminal enquistada en la Corte Suprema de Justicia y devolviéndole la dignidad a las Instituciones Judiciales.

### Diferencias con su partido
El 21 de septiembre de 2021 el partido Centro Democrático anunció su lista de precandidatos presidenciales de la cual excluyeron al entonces representante Rodríguez, el Comité de Ética de su partido decidió no aceptar su candidatura. Rodríguez apeló esta decisión hasta la última instancia, pero el Comité de Ética confirmó su decisión.
El 14 de diciembre de 2021 Rodríguez renuncia a su partido, en una carta pública hacia el expresidente Uribe, afirmó lo siguiente “La dignidad no se negocia. Fui maltratado por un Comité de Ética que me excluyó sin razón alguna de las encuestas” y también destacó que  encontró en ese episodio no solo falta de palabra, sino también desdén por las tesis propias del uribismo, dos aspectos que lo llevan hoy a replantearse el camino y “renunciar a un partido en el que no quiero ser incómodo”.
El 20 de diciembre de 2021 el partido Centro Democrático no acepta la renuncia de Rodríguez y algunos medios de comunicación informaron que Rodríguez reconsideró su decisión al haber dialogado con el expresidente Álvaro Uribe y también haber consultado al presidente Iván Duque Márquez, con quien siempre ha sido muy cercano.
El mismo 20 de diciembre, pero en horas de la noche, Rodríguez lanza su candidatura al Senado de la República en la casilla número 5 del Centro Democrático, número que perteneció anteriormente a la senadora Ruby Chagüi quien no quiso participar por su reelección.